# The Moon Is Down
Cet article concerne l'album. Pour le roman de Steinbeck, voir Lune noire (Steinbeck).
Albums de Further Seems Forever
From the 27th State
(1999) How to Start a Fire
(2003)
The Moon Is Down est le premier album du groupe Further Seems Forever, sorti en 2001 chez Tooth & Nail Records. C'est le premier enregistrement en long format du groupe ainsi que l'unique album avec le chanteur originel Chris Carrabba et le guitariste Nick Dominguez. Carrabba avait alors déjà décidé de quitter le groupe afin de se consacrer exclusivement à son projet solo, Dashboard Confessional, mais rejoignit le groupe pour l'enregistrement en studio. Dominguez left the band the following year to start the record label Pop Up Records. The two were replaced by Jason Gleason and Derick Cordoba, respectively, for the band's next album How to Start a Fire. A music video was filmed for the song "Snowbirds and Townies."

## Liste des titres
Toutes les chansons écrites par Further Seems Forever sauf où cela est indiqué
1. "The Moon Is Down" - 3:12
2. "The Bradley" - 3:01
3. "Snowbirds and Townies" - 4:26
4. "Monachetti" - 2:42
5. "Madison Prep" - 2:54
6. "New Year's Project" - 4:14
7. "Just Until Sundown" (Further Seems Forever/Matthew Ian Fox) - 3:14
8. "Pictures of Shorelines" - 3:12
9. "Wearing Thin" - 2:59
10. "A New Desert Life"/untitled hidden track - 8:52
11. "Say It Ain't So"* (Rivers Cuomo; reprise d'une chanson de Weezer) - 4:03
12. "Vengeance Factor"** - 2:46

*Seulement incluse sur le vinyle LP.

**Seulement incluse sur la version japonaise.

## Membres
- Chris Carrabba - chant
- Josh Colbert - guitare
- Nick Dominguez - guitare
- Chad Neptune - basse
- Steve Kleisath - batterie
- James Paul Wisner - claviers

## Information sur l'album
- Label: Tooth & Nail Records
- Recorded September 28-November 1, 2000 at Wisner Productions. Drum tracks recorded at The Dungeon.
- Produced and engineered by James Paul Wisner.
- Assistant engineer: Joe at The Dungeon.
- Design by Mark Owens.
- Photography by Dan Ellis.